# Ángel Larrazábal
Ángel Salas Larrazábal (1 de outubro de 1906 - 19 de julho de 1994) foi um aviador espanhol. Ao longo da sua carreira militar como aviador, realizou 1215 horas de voo, tendo nelas realizado 618 missões aéreas, incluindo 49 combates. Obteve 16 vitórias aéreas durante a Guerra Civil Espanhola, o que fez dele um ás da aviação. Mais tarde, voluntariou-se para combater do lado do eixo durante a Segunda Guerra Mundial, tendo obtido mais sete vitórias aéreas. Foi o primeiro comandante do Esquadrão Azul. Na carreira militar, atingiu o posto de Capitão-general.